# Sad Mac
Sad Mac (z ang. Smutny Mac) – symbol stosowany w starszych generacjach komputerów Apple Macintosh, wskazujący poważny błąd ze sprzętem lub oprogramowaniem, pojawiający się zamiast Happy Maca, który wskazywał, że testy sprzętu zakończyły się powodzeniem. 
Ikona była wyświetlana wraz z zestawem kodów szesnastkowych, które wskazywały problem. Pierwszy raz Smutnego Maca zastosowano w systemie w roku 1987.
Smutny Mac pełni tę samą funkcję, co Blue Screen of Death w systemie Windows.